# Гръцко-сръбски договор (1913)
Гръцко-сръбският договор от 19 май (1 юни по нов стил) 1913 година е договор за съюз между Гърция и Сърбия, подписан в Солун. Сключен непосредствено след края на Първата балканска война, той разпределя бившите османски територии в Македония. Съгласно „принципа на действителната окупация и равновесието на силите“ (член 4) в Сърбия остава западната част на областта с Охрид, Битоля и поречието на Вардар до района на Гевгели на юг. Гърция запазва завзетите от войските ѝ южни части на Македония с Лерин, Костур и Солун, като предоставя на Сърбия правото на 50 години безмитна търговия през солунското пристанище. В разрез с българо-сръбския договор от 1912 година сръбската и гръцката страна се договарят да не допуснат разширение на своя доскорошен съюзник, България, на запад от Вардар, като ѝ оставят Източна Македония до река Брегалница, планината Беласица, Дойранското езеро и Кукуш (включително). За да се противопоставят на „заплашително поведение“ (член 5) на българите или на техен опит за уреждане на териториалния спор със сила, Сърбия и Гърция се договарят да си окажат взаимна помощ с войските си. Договорът забранява сепаративни преговори с България както преди, така и след избухването на очакваната война.
Тези договорености са приведени в действие след нападението на българските войски срещу сръбските и гръцките на 16 юни 1913 година, довело до Междусъюзническата война и Букурещкия мирен договор.
През есента на 1915 – година след началото на Първата световна война – България напада Сърбия в съюз с Централните сили. Гръцко-сръбският договор за взаимопомощ все още е в сила, но гръцкият крал Константин, като привърженик на Германия, отказва да го спази и не се намесва в помощ на сърбите.